# كريس لو (كرة سلة)
كريس لو (بالإنجليزية: Chris Lowe)‏ مواليد 17 يوليو 1987 في ماونت فيرنون، هو لاعب كرة سلة أمريكي. بدأ مسيرته الاحترافية في سنة 2009. يلعب مع فريق كلوسترنبيرغ دوكز في الدوري النمساوي لكرة السلة كلاعب هجوم خلفي. يبلغ طوله 6 قدم 0 بوصة (1.8 م). لعب كرة السلة الجامعية في جامعة ماساتشوستس في أمهيرست.

## المسيرة الاحترافية
لعب مع مين ريد كلوز في سنة 2010، ثم لعب مع نادي نفيجيس لكرة السلة في سنة 2011، ثم لعب مع نادي نبتونس لكرة السلة في سنة 2011، ثم لعب مع كلوسترنبيرغ دوكز في سنة 2015.

## روابط خارجية
- كريس لو على موقع كرة السلة الأوروبية.كوم (الإنجليزية)
- كريس لو على موقع كلية كرة السلة في سبورتس رفرنس.كوم (الإنجليزية)
- كريس لو على موقع بروبوليرز (الإنجليزية)